# Richard Gaettens
Hermann Ludwig Richard Gaettens (* 14. März 1886 in Hagenow; † 26. April 1965 in Heidelberg) war ein deutscher Münzhändler und Numismatiker.

## Leben und Werk
Richard Gaettens war der Sohn des Juristen und Hagenower Amtsrichters (Heinrich Friedrich Peter) Richard Gaettens (* 1846) und dessen Frau Else Friederike Marie, geb.  Leffmann. Er besuchte das Realgymnasium Rostock, legte dort das Abitur ab, studierte von 1904 bis 1907 Chemie, Physik, Mineralogie und Geologie an den Universitäten in Rostock und Heidelberg  und wurde 1909 zum Dr. phil. promoviert. Ab 1910 arbeitete er als Assistent am chemischen Institut der Universität Halle.
Schon früh hatte sich Gaettens der Numismatik zugewandt, bereits seit seinem zehnten Lebensjahr sammelte er Münzen und Medaillen. Seit 1912 war er Teilhaber der Münzhandlung seines Freundes Albert Riechmann in Halle, nunmehr Riechmann & Co. Diese wurde 1941 nach Berlin verlegt, dann 1942 nach Schloss Hohlstein bei Löwenberg in Niederschlesien verlagert.  Nach dem Kriegsende ging er nach Neckarsteinach unweit von Heidelberg, wo er seine Sammeltätigkeiten und Autorentätigkeiten fortsetzte. 1946 berief ihn die Universität Heidelberg zum Lehrbeauftragten für mittelalterliche Münz- und Geldgeschichte. Die Firma wurde von seinem Sohn Richard Gaettens junior zunächst in Heidelberg, später in Lübeck weitergeführt.
Er war Schriftführer und Kassierer des 1908 gegründeten Numismatischen Vereins in Rostock sowie nach 1912 erster Schriftführer und Stellvertreter Riechmanns in der numismatischen Gesellschaft Halle. Gaettens wurde Herausgeber der ab 1913 herausgegebenen Zeitschrift Archiv für Medaillen- und Plakettenkunde. Er rief 1923 die Schriftenreihe Münzstudien ins Leben und veröffentlichte mehrere Auktionskataloge. Seine numismatischen Forschungen und seine Münz- und Medaillensammlung machten ihn in Fachkreisen bekannt. Er kaufte die mecklenburgischen Reihen mehrerer Sammlungen auf und besaß zuletzt die umfangreichste Privatsammlung mecklenburgischer Münzen und Medaillen. 1931 wurde seine Mecklenburgsammlung mit über 3400 Münzen bei Felix Schlesinger in Berlin versteigert. Gaettens legte erneut eine Sammlung mittelalterlicher Münzen an, die 1959/60 bei Bank Leu und A. Hess AG versteigert wurde. Seine dritte Sammlung bestand aus Kunstmedaillen und Plaketten und wurde 1966 bei Richard Gaettens junior versteigert.
Richard Gaettens war Mitverfasser des Handbuch der Münzkunde für Mittel- und Nordeuropa und stellte einen Auktionskatalog Münzen und Medaillen von Mecklenburg zusammen.

## Schriften (Auswahl)
- mit Wilhelm Jesse (Hrsg.): Handbuch der Münzkunde von Mittel- und Nordeuropa. Band 1, Lieferung 1 und 2. Akademische Verlagsgesellschaft, Leipzig / Riechmann, Halle 1939/40 (mehr nicht erschienen).
- Inflationen. Das Drama der Geldentwertungen vom Altertum bis zur Gegenwart. Pflaum, München 1955, 2. Auflage 1956.
- Münzporträts im 11. Jahrhundert? Riechmann, Heidelberg 1956.
- Das Geld- und Münzwesen der Abtei Fulda im Hochmittelalter. Unter Auswertung der Münzen als Quellen der Geschichte und Kunstgeschichte, der Wirtschaftsgeschichte und des Staatsrechts. Parzeller, Fulda 1957.
- Die Wirtschaftsgebiete und der Wirtschaftsgebietspfennig der Hohenstaufenzeit. Riechmann, Lübeck 1963.

## Auktionskataloge seiner Sammlung
- Münzen und Medaillen von Mecklenburg, Rostock, Wismar: Versteigerung ... am 7. Dezember und ff. Tage. Berlin 1931 (Digitalisat).
- Bank Leu – Adolph Hess, Luzern, Auktion vom 2.–3.6.1959. Münzen der Hohenstaufenzeit. Sammlung eines Gelehrten, Teil I: Niedersachsen, Obersachsen, Böhmen, Polen, Thüringen, Hessen, Wetterau.
- Bank Leu – Adolph Hess, Luzern, Auktion vom 8.–9. März 1960. Münzen der Hohenstaufenzeit. Sammlung eines Gelehrten, Teil II: Das Rheinland, Westfalen, Mittelrheingebiet, Oberlothringen, das Elsass, das Bodenseegebiet, Nordostschweiz, Baden, Ostschwaben, Franken und das Egerland, Herzogtum Bayern, das Salzburger Land, Herzogtum Kärnten, Herzogtum Steiermark, Herzogtum Österreich, Patriarchat Aquileja.